# آریا (گروه موسیقی)
آریا (به روسی: Ария) نام یک گروه هوی متال اهل روسیه است که در ۱۹۸۵ در مسکو شکل گرفت. موسیقی آریا شباهت بسیاری به موسیقی گروه‌های موج نو هوی متال انگلیسی دارد و معروف به آیرن میدن روسی است. اکثر اشعار این گروه توسط شاعری به نام مارگریتا پوشکین نوشته شده است.
آریا ریشه گروه‌های بسیاری است که معروف به "خانواده آریا" هستند، این گروه‌ها توسط اعضای گروه آریا شکل گرفته اند. از این قبیل می توان به گروه مستر اشاره کرده که همچنان پابرجاست. آریا مشهورترین و تاثیر برانگیزترین گروه هوی متال روسیه است.

## آلبوم‌ها
| سال انتشار | نام آلبوم                 |
| ---------- | ------------------------- |
| ۱۹۸۵       | Megalomania               |
| ۱۹۸۶       | Who are you with?         |
| ۱۹۸۷       | Hero of asphalt           |
| ۱۹۸۹       | Playing with fire         |
| ۱۹۹۱       | Blood for blood           |
| ۱۹۹۵       | Night is Shorter Than Day |
| ۱۹۹۸       | Night is Shorter Than Day |
| ۲۰۰۱       | Chimera                   |
| ۲۰۰۳       | Christening by fire       |
| ۲۰۰۶       | Armageddon                |